# Hoa lưỡng tính
Hoa lưỡng tính là hoa tự thụ phấn, có cả noãn và nhị (có cả nhị lẫn nhụy trên cùng một hoa). Đa số các loài cây có hoa lưỡng tính là cây thuần chủng. Để đảm bảo độ thuần chủng của từng giống cây, quy trình thụ phấn đối với hoa lưỡng tính cần thực hiện rất nghiêm ngặt nhằm hạn chế những kiểu di truyền của các giống hoa khác. Hoa
Một số đối tượng cây trồng có hoa lưỡng tính: đậu cove, đậu đũa, đậu rồng, ớt, chuối...